# Marajó (mesoregio)
Marajó is een van de zes mesoregio's van de Braziliaanse deelstaat Pará. Zij grenst aan de mesoregio's Metropolitana de Belém, Nordeste Paraense, Sudoeste Paraense, Baixo Amazonas en Sul do Amapá (AP). De mesoregio heeft een oppervlakte van ca. 104.139 km². Midden 2007 werd het inwoneraantal geschat op 425.163.
Vier microregio's behoren tot deze mesoregio:
- Arari
- Furos de Breves
- Portel
- Salgado

Mesoregio's: Baixo Amazonas · Marajó · Metropolitana de Belém · Nordeste Paraense · Sudeste Paraense · Sudoeste Paraense

Microregio's: Almerim · Altamira · Arari · Belém · Bragantina · Cametá · Castanhal · Conceição do Araguaia · Furos de Breves · Guamá · Itaituba · Marabá · Óbidos · Paragominas · Parauapebas · Portel · Redenção · Salgado · Santarém · São Félix do Xingu · Tomé-Açu · Tucuruí